# Lyndal Roper
Lyndal Anne Roper, née le 28 mai 1956, est une historienne australienne spécialiste de l'histoire allemande du XVIe au XVIIIe siècle et une biographe de Martin Luther. Ses recherches portent sur le genre sous la Réforme, la sorcellerie et la culture visuelle. En 2011, elle est nommée à la chaire d'Histoire Regius (fondée en 1724) à l'Université d'Oxford ; c'est la première femme (et la première personne de nationalité australienne) à occuper ce poste.   

## Éducation et promotions académiques
Lyndal Anne Roper naît le 28 mai 1956 à Melbourne. Elle est diplômée de l'Université de Melbourne en histoire et philosophie en 1977. Elle reçoit la première bourse Caltex Woman Graduate of the Year et une bourse supplémentaire de l'association University Women Graduates. Un prix décerné par le Deutscher Akademischer Austauschdienst (DAAD) lui  permet d'entreprendre des études en Allemagne. Pendant près de deux ans, en Allemagne, Roper étudie avec Heiko Oberman à l'Université de Tübingen et travaille avec Ingrid Batori et Hans-Christoph Rublack. Elle étudie ensuite au King's College de Londres où, en 1985, elle termine son doctorat, sous la direction de Robert W. Scribner.  
Avant de terminer son doctorat, Roper commence une bourse de recherche junior au Merton College de l'Université d'Oxford (1983-6). En 1986, elle prend un poste de maîtresse de conférence non permanent au King's College de Londres et un poste permanent en 1987 à Royal Holloway, Université de Londres, devenant professeure en 1999 et établissant (avec Amanda Vickery) le premier programme de maîtrise en Histoire des femmes et du genre. Elle est membre du Wissenschaftskolleg zu Berlin (1991-2) et occupe des postes de professeure invitée au Eisenberg Center, Ann Arbor, à l'Université d'Australie-Occidentale, à l'Université nationale australienne, à Canberra, à l'Université libre de Berlin et au Max Planck Institut de Göttingen. En 2002, elle obtient un poste de maîtresse de conférences et un titre de fellow au Balliol College d'Oxford. Elle est actuellement professeure Regius (titre universitaire britannique) d'histoire à l'Université d'Oxford et membre de l'Oriel College. Elle est membre honoraire du Merton College d'Oxford et du Balliol College d'Oxford. 

## Vie professionnelle
En 2016, Roper remporte le prix Gerda Henkel pour l'ensemble de sa carrière en histoire,.Elle détient actuellement un Humboldt Research Award (associé à l'Université libre de Berlin) pour ses recherches en Allemagne. Elle est membre honoraire du département d'histoire de l'Université de Melbourne, de l'Académie australienne des sciences humaines (2009), de la British Academy (2011) et de l'Académie des sciences de Berlin-Brandebourg (2016). Elle détient également un doctorat honorifique de l'Université de Melbourne. 

## Œuvres

### Martin Luther: renégat et prophète
Le livre Martin Luther : renégat et prophète est traduit en allemand, espagnol, polonais, portugais, tchèque et néerlandais. Publiée pour coïncider avec le 500e anniversaire de la publication des 95 thèses et le début de la Réforme, la biographie de Roper est la première à situer Luther dans son contexte social et culturel, cherchant ainsi à comprendre sa théologie d'une nouvelle manière,. L'œuvre est présélectionnée pour le Wolfson History Prize et l'Elizabeth Longford Prize.

### The Witch in the Western Imagination
Explorant comment les sorcières et la sorcellerie sont dépeintes à travers l'art et la littérature, The Witch in the Western Imagination est fondé sur les travaux précédents de Roper pour expliquer la représentation des sorcières comme de vieilles harpies. Pourtant, la figure de la sorcière n'est pas toujours dépeinte de manière négative, et elle pourrait être une personne capable de résister à l'autorité et même de représenter sa communauté. En explorant l'importance du « fantasme » pour l'interprétation des sorcières et de la sorcellerie, l'étude nuancée de Roper interprète « how individuals made sense of witchcraft, why the figure of the witch could arouse such intense emotion, and why she could be used in so many ways. » (« comment les individus donnent un sens à la sorcellerie, pourquoi la figure de la sorcière peut susciter une émotion aussi intense, et pourquoi elle peut être utilisée dans tant de cas »). 

### L'engouement pour la Sorcière: terreur et fantaisie en Allemagne baroque
Ce livre, Witch Craze, terror and fantasy in Baroque Germany, explore le rôle de la fantaisie inconsciente dans l'histoire. Il se fonde sur quatre études de cas de chasse aux sorcières dans le sud de l'Allemagne, région comptant le plus grand nombre d'exécutions de personnes accusées de sorcellerie,. À l'aide de nombreuses sources d'archives, y compris des transcriptions originales des procès, le livre étudie la psychologie de la chasse aux sorcières, arguant que sa principale cause était les peurs en rapport avec la fertilité. Roper examine « why it was mostly older women that were the victims of witch crazes, why they confessed to crimes, and how the depiction of witches in art and literature has influenced the characterization of elderly women in our own culture » (« pourquoi ce sont surtout des femmes âgées qui ont été victimes de la folie des sorcières, pourquoi elles ont avoué leurs crimes, et comment la représentation des sorcières dans l'art et la littérature a influencé la caractérisation des femmes âgées dans notre propre culture ». Le livre est traduit en allemand (titre allemand : Hexenwahn: Geschichte einer Verfolgung) et reçoit le prix Roland H Bainton en 2005. 

### Œdipe et le Diable: sorcellerie, religion et sexualité dans les débuts de l'Europe moderne
Il s'agit d'une série de neuf essais interconnectés. Œdipe et le diable explore des sujets allant de la culture littéraire du XVIe siècle, aux attitudes et idées sexuelles du début des temps modernes concernant la féminité et la masculinité, aux questions du développement complexe du mariage et à l'utilisation de la psychanalyse dans l'étude de la sorcellerie. Roper examine pourquoi une femme tuerait son enfant, pourquoi quelqu'un avouerait être marié au Diable, et pourquoi un célèbre banquier pourrait employer un clairvoyant de village («Dorf hellseherin»). L'ouvrage est traduit en allemand (titre allemand : Ödipus und der Teufel: Körper und Psyche in der Frühen Neuzeit). 

## Prix et récompenses
- Prix Humboldt 2019[5]
- 2017 Laurence Stone Lectures, Princeton University
- 2016 Mitglied Brandenburgische Akademie der Wissenschaften
- 2016 Gerda Henkel Preis
- 2015 Wiles Lectures, Université de Belfast
- 2015-8 Président de la section H9, British Academy
- 2012 Doctorat honorifique, Université de Melbourne
- 2011 Fellow, British Academy
- Chercheur honoraire 2010, Université de Melbourne
- 2009 Fellow, Académie australienne des sciences humaines
- Prix Roland Bainton 2005 pour la folie des sorcières
- 2000-12 Co-auteure de Past & Present, une revue historique
- Membre honoraire, Merton College Oxford; Balliol College Oxford

## Œuvres choisies
- (en) Martin Luther : renegade and prophet, New York (N.Y.), Random House, 540 p. (ISBN 978-0-8129-9619-7 et 0-8129-9619-4, OCLC 950635655, lire en ligne) [7]
- (en) The Witch in the Western Imagination, University of Virginia Press, 2012, 240 p. (ISBN 978-0-8139-3297-2, lire en ligne)
- (en) « Witchcraft and the Western Imagination », Transactions of the Royal Historical Society, vol. 16,‎ 2006, p. 117–141 (ISSN 0080-4401, lire en ligne)
- (en) Lecturer in History Royal Holloway and Bedford New College Lyndal Roper et Lyndal Roper, Witch Craze : Terror and Fantasy in Baroque Germany, Yale University Press, 2004, 362 p. (ISBN 978-0-300-10335-9, lire en ligne)
- (en) Daniel Pick et Lyndal Roper (ed.), Dreams and History : The Interpretation of Dreams from Ancient Greece to Modern Psychoanalysis, Routledge, 2 août 2004, 288 p. (ISBN 978-1-135-45215-5, lire en ligne)
- (en) Robert William Scribner, Religion and Culture in Germany : (1400 - 1800), BRILL, 2001, 380 p. (ISBN 978-90-04-11457-9, lire en ligne)
- (en) « Witchcraft and Fantasy in Early Modern Germany », History Workshop Journal, vol. 32, no 1,‎ 1er octobre 1991, p. 19–43 (ISSN 1363-3554, DOI 10.1093/hwj/32.1.19, lire en ligne)
- (en) Oedipus and the Devil : Witchcraft, Sexuality, and Religion in Early Modern Europe, Routledge, 1994, 254 p. (ISBN 978-0-415-10581-1, lire en ligne)
- (en) Jim Obelkevich, Lyndal Roper et Raphael Samuel (eds.), Disciplines of Faith : Studies in Religion, Politics, and Patriarchy, Routledge & Kegan Paul, 1987, 581 p. (ISBN 978-0-7102-0750-0, lire en ligne)